# Граф Спенсер
Граф Спенсер (англ. Earl Spencer) — наследственный титул в системе пэрства Великобритании.

## История
Титул графа был создан 1 ноября 1765 года для Джона Спенсера, 1-го виконта Спенсера (1734—1783). Дополнительный титул: виконт Элторп из Элторпа в графстве Нортгемптоншир. Джон Спенсер был членом видной семьи Спенсер и правнуком Джона Черчилля, 1-го герцога Мальборо. 3 апреля 1761 года Джон Спенсер получил титулы виконта Спенсера из Элторпа (графство Нортгемптоншир) и барона Спенсера из Элторпа (графство Нортгемптоншир).
19 декабря 1905 года Чарльз Спенсер, 6-й граф Спенсер (1857—1922) получил титул виконта Элторпа из Большого Бригтона (графство Нортгемптоншир), став пэром Соединённого королевства. Диана Спенсер, принцесса Уэльская (1961—1997), была младшей из трёх дочерей Джона Спенсера, 8-го графа Спенсера (1924—1992). Диана была матерью Уильяма, принца Уэльского, и принца Гарри, герцога Сассекского, которые являются внуками 8-го графа Спенсера.
Родовая резиденция — имение Элторп в графстве Нортгемптоншир. Семья Спенсеров также владеет значительными земельными владениями в других частях Великобритании, в том числе в посёлке Северный Крейк в Норфолке.

## Графы Спенсер (1765)
- 1765—1783: Джон Спенсер, 1-й граф Спенсер (19 декабря 1734 — 31 октября 1783), единственный сын достопочтенного Джона Спенсера (1708—1746) и Джорджианы Кэролайн Картерет (1715—1780), внук Чарльза Спенсера, 3-го графа Сандерленда;
- 1783—1834: Джордж Джон Спенсер, 2-й граф Спенсер (1 сентября 1758 — 10 ноября 1834), единственный сын предыдущего и Маргарет Джорджианы Пойнтц (1737—1814);
- 1834—1845: Джон Чарльз Спенсер, 3-й граф Спенсер (30 мая 1782 — 1 октября 1845), старший сын предыдущего и Лавинии Бингхэм (1762—1831);
- 1845—1857: Фредерик Спенсер, 4-й граф Спенсер (14 апреля 1798 — 27 декабря 1857), пятый сын 2-го графа Спенсера и Лавинии Бингхэм (1762—1831);
- 1857—1910: Джон Пойнтц Спенсер, 5-й граф Спенсер (27 октября 1835 — 13 августа 1910), сын 4-го графа Спенсера от первого брака с Джорджианой Пойнтц (1799—1851);
- 1910—1922: Чарльз Роберт Спенсер, 6-й граф Спенсер (30 октября 1857 — 26 октября 1922), сын 4-го графа Спенсера от второго брака с Аделаидой Горацией Сеймур (1825—1877);
- 1922—1975: Альберт Эдвард Джон Спенсер, 7-й граф Спенсер (23 мая 1892 — 9 июня 1975), старший сын предыдущего и Маргарет Бэринг (1868—1906);
- 1975—1992: Эдвард Джон Спенсер, 8-й граф Спенсер (24 января 1924 — 29 марта 1992), единственный сын предыдущего и Синтии Гамильтон (1897—1972);
- 1992 — настоящее время: Чарльз Эдвард Морис Спенсер, 9-й граф Спенсер (род. 20 мая 1964), второй сын предыдущего и Фрэнсис Шанд Кидд (1936—2004);
  - Наследник Луи Фредерик Джон Спенсер, виконт Элторп (род. 14 марта 1994), сын предыдущего от первого брака с Викторией Локквуд (род. 1965).